# Слюсарчук Ігор Андрійович
Ігор Андрійович Слюсарчук (4 серпня 1989, Коломия — 6 лютого 2018, Львів) — український боєць змішаного стилю контактних єдиноборств, перший Заслужений майстер спорту України з фрі-файту, дворазовий Чемпіон світу, семиразовий та непереможний володар Поясу Чемпіона дивізіону Еліта, багаторазовий володар Кубка України з фрі-файту,…

## Життєпис
Народився 4 серпня 1989 року у місті Коломиї (Івано-Франківська область).
Вихованець тернопільського спортивно-бійцівського клубу «Характерник».

### Спортивні досягнення
Розпочав своє сходження до звання кращого спортсмена Всеукраїнської Федерації фрі-файту в травні 2010 року, під час чемпіонату України серед дорослих у м. Долина, Івано-Франківської області. Тоді він став відкриттям Чемпіонату. 20-річний юнак вперше взяв участь у змаганнях найвищого рангу серед любителів, і лише в напівфіналі його зупинив на той час чинний віцечемпіон Світу та чемпіон України з фрі-файту.
У 2011 році в складі Збірної Тернопільської області Ігор став віцеволодарем Кубка України з фрі-файту, а у 2012—2013 рр. — володарем Кубка України — найпрестижнішої нагороди в командному заліку.
У 2012—2017 роках Ігор шість раз успішно захищав титул Чемпіона дивізіону Еліта і право володіти Поясом чемпіона. І у 2018 році готувався захищати його усьоме.
У 2014 році Ігор став бронзовим призером чемпіонату світу з фрі-файту в розділі ММА в Лас-Вегасі, США та вирішив припинити любительську кар'єру.
На професійній арені, відповідно до офіційної міжнародної бази даних, Ігор провів 32 поєдинки, у 22 з яких переміг.
Виступав в Україні, Португалії, Росії, Китаї, Вірменії, Естонії, Болгарії та Лівані.
Двічі був чемпіоном світу з фрі-файту. Після серії впевнених перемог отримав дві поразки. Останній бій провів з представником Чечні Заурбеком Башаєвим, після якого невдовзі помер.

## Статистика в змішаних бойових мистецтвах
| Результат | Суперник             | Спосіб                               | Раунд | Час   | Дата              | Місце                 | Подія                                        | Примітки                 |
| --------- | -------------------- | ------------------------------------ | ----- | ----- | ----------------- | --------------------- | -------------------------------------------- | ------------------------ |
| Поразка   | Заурбек Башаєв       | Рішення (одностійне)                 | 3     | 5:00  | 17 грудня 2017    | Грозний, Чечня, Росія | WFCA 44: Dudaev vs Naumov                    |                          |
| Поразка   | Євгеній Гончаров     | Рішення (одностійне)                 | 3     | 5:00  | 17 вересня 2017   | Москва, Росія         | WFCA 42 — Malyutin vs. Jacarezinho           |                          |
| Перемога  | Тимур Айдеміров      | Підкорення                           | 1     | 0:00  | 6 січня 2017      | Харбін, Китай         | WKG MMA — World Kings Glory                  |                          |
| Перемога  | Чаолунь Ден          | KO/TKO                               | 1     | 0:00  | 28 вересня 2016   | Гуанчжоу, Китай       | JWM MMA — Fists of Fury                      |                          |
| Перемога  | Еміль Захарієв       | KO/TKO                               | 1     | 0:45  | 19 грудня 2015    | Софія, Болгарія       | League MMA — Christmas Fight Night           |                          |
| Перемога  | Павло Третяков       | Рішення (одностороннє)               | 2     | 5:00  | 4 грудня 2015     | Ліван                 | FCO — Fight Club Osminog                     |                          |
| Перемога  | Богдан Савченко      | KO/TKO                               | 1     | 2:58  | 8 березня 2014    | Буковель, Україна     | Bukovel Cup — Bukovel Cup 2014               |                          |
| Поразка   | Гіга Кукалахашвілі   | KO/TKO                               | 1     | 0:15  | 23 листопада 2013 | Ціньдао, Китай        | OC — Oplot Challenge 89                      |                          |
| Перемога  | Володимир Міщенко    | Підкорення                           | 2     | 1:31  | 29 червня 2013    | Київ, Україна         | OC — Oplot Challenge 71                      |                          |
| Перемога  | Василь Мусієнко      | TKO                                  | 2     | 0:58  | 15 вересня 2013   | Таллін, Естонія       | OC — Oplot Challenge 66                      |                          |
| Поразка   | Михайло Мохнаткін    | Підкорення (больовий на руку)        | 1     | 3:03  | 2 червня 2013     | Черкаси, Україна      | Global Fight Club — GFC Challenge            |                          |
| Перемога  | Євгеній Бова         | TKO                                  | 2     | 2:36  | 9 березня 2013    | Буковель, Україна     | FFEC — Free-Fight Elite Championship 8       |                          |
| Перемога  | Дмитро Ліщук         | TKO                                  | 1     | 1:15  | 16 січня 2013     | Буковель, Україна     | FFEC — Free-Fight Elite Championship 7       |                          |
| Перемога  | Клебер Родрігез      | TKO                                  | 1     | 4:10  | 18 серпня 2012    | Регуа, Португалія     | WUFC — 2012                                  |                          |
| Перемога  | Дівіно Руї           | KO                                   | 1     | 6:29  | 18 серпня 2012    | Регуа, Португалія     | WUFC — 2012                                  |                          |
| Перемога  | Артем Савчук         | Рішення (одностійне)                 | 2     | 5:00  | 7 липня 2012      | Тернопіль, Україна    | UOP — Annihilator                            |                          |
| Перемога  | Віктор Матвійчук     | KO                                   | 1     | 2:18  | 1 червня 2012     | Тернопіль, Україна    | UOP — Battle of Pride                        | Другий бій Ігора за ніч. |
| Перемога  | Іван Голод           | KO                                   | 1     | 1:17  | 1 червня 2012     | Тернопіль, Україна    | UOP — Battle of Pride                        |                          |
| Поразка   | Сапербек Сафаров     | Підкорення                           | 1     | 2:54  | 24 грудня 2011    | Махачкала, Дагестан   | UOP — Battle of Pride                        |                          |
| Перемога  | Дмитро Булгак        | Підкорення                           | 2     | 0:00  | 2 жовтня 2011     | Київ, Україна         | ProFC / GM Fight — Ukraine Cup Finals        |                          |
| Поразка   | Олександр Бова       | TKO                                  | 1     | 2:30  | 15 вересня 2011   | Сімферополь, Україна  | ProFC / GM Fight — Ukraine Cup 3             |                          |
| Поразка   | Вадим Шемаров        | Підкорення (больовий прийом на руку) | 1     | 0:33  | 21 вересня 2011   | Вісеу, Португалія     | WUFC — World Ultimate Full Contact 17        |                          |
| Перемога  | (?) Мігель Карело    | Рішення (одностійне)                 | 1     | 10:00 | 27 вересня 2011   | Вісеу, Португалія     | WUFC — World Ultimate Full Contact 17        |                          |
| Перемога  | Дівіно Руї           | Підкорення (больовий прийом на руку) | 1     | 7:37  | 27 вересня 2011   | Вісеу, Португалія     | WUFC — World Ultimate Full Contact 17        |                          |
| Поразка   | Гаджімурад Антігулов | Підкорення (больовий прийом на ногу) | 1     | 0:15  | 12 вересня 2011   | Сочі, Росія           | BC — Boets Cup 2011                          |                          |
| Перемога  | (?) Євгеній Шевнія   | TKO                                  | 1     | 2:50  | 14 травня 2011    | Буковель, Україна     | Bukovel Cup — Bukovel Cup 2011               |                          |
| Поразка   | Мартін Ельсер        | Підкорення (армбар)                  | 2     | 4:17  | 5 червня 2011     | Сімферополь, Україна  | ProFC — Union Nation Cup 15                  |                          |
| Перемога  | Сергій Уточкін       | TKO                                  | 1     | 1:33  | 5 квітня 2011     | Сімферополь, Україна  | Турнір ProFC / GM Fight — Ukraine Cup 1      |                          |
| Перемога  | Бахтіяр Абасов       | TKO (Удар ногою «сокира»)            | 1     | 3:09  | 13 січня 2011     | Харків, Україна       | ProFC — Union Nation Cup 13                  |                          |
| Перемога  | Ільяс Мансуров       | TKO                                  | 1     | 2:15  | 21 жовтня 2010    | Єреван, Вірменія      | ProFC — Union Nation Cup 10                  |                          |
| Перемога  | Кальвіс Гебаурес     | TKO                                  | 2     | 2:31  | 13 жовтня 2010    | Рига, Латвія          | Турнір WFCA — Latvia vs. Russia              |                          |
| Поразка   | Сергій Даніш         | TKO                                  | 1     | 2:30  | 4 вересня 2010    | Вісеу, Португалія     | Турнір WUFC — World Ultimate Full Contact 16 | Профі-дебют.             |

## Смерть
6 лютого 2018 року був виявлений померлим у власній квартирі у Львові. Попередня причина смерті — інсульт.

### Поховання
Прощальна церемонія відбулася 8 лютого 2018 року у Домі скорботи в церкві Святого Димитрія на вулиці Микулинецькій бічній у Тернополі.
Похований 8 лютого 2018 року на цвинтарі селища Великі Гаї Тернопільського району.

### Офіційні співчуття
- Міністерство молоді та спорту України.[5]
- Всеукраїнська федерація фрі-файту та контактних єдиноборств.[6]
- Федерація змішаних єдиноборств ММА України.[7]
- Тернопільська міська рада.[8]